# Chris Peers
Chris Peers (Deinze, 3 de março de 1970) foi um ciclista profissional belga.

## Biografia
Profissional entre 1992 e 2004, ilustrou-se sobretudo sobre as carreiras flamengas. Tem conseguido o Circuito franco-belga em 2001.
Em 2003, a casa de Chris Peers foi intervinda como parte de uma investigação sobre o tráfico de hormonas e estimulantes envolvendo ao veterinário Jose Landuyt e outros corredores como Johan Museeuw, Jo Planckaert e Mario De Clercq Em outubro de 2004, a Federação Belga de Ciclismo sancionou com dois anos de suspensão a Peers, considerando que os pesquisadores tinham reunido provas suficientes para estabelecer uma infracção das regulações de dopagem vigentes. Peers não apelou esta decisão é foi o fim da sua carreira. O julgamento penal, iniciado em outubro de 2007 no Tribunal Penal de Kortrijk, e que se retomou em setembro de 2008, após que o Tribunal Constitucional tenha respondido a duas perguntas preliminares do tribunal.

## Palmarés
1988
- Campeonato da Bélgica júnior

1996
- Grande Prêmio da Villa de Zottegem

2001
- Circuito Franco-Belga, mais 1 etapa

2003
- Circuit de l'Escaut

## Résultados nas Grandes Voltas

### Volta a Espanha
- 1998 : 73º da classificação geral.
- 1999 : Abandona

### Tour de France
- 2000 : Abandona (17ª etapa)